# Линейна функция
Линейната функция е математическа функция от вида y = ax + b, където a и b са константи. Графиката на такава функция представлява права линия. В една линейна функция от вида y = ax + b a се нарича ъглов коефициент и от него зависи ъгълът, който графиката на функцията ще сключи с оста Ox на координатната система, а b представлява ординатните координати на пресечната точка на графиката с оста Oy.